# Subaru BRZ I
 (juin 2012).
Si vous disposez d'ouvrages ou d'articles de référence ou si vous connaissez des sites web de qualité traitant du thème abordé ici, merci de compléter l'article en donnant les références utiles à sa vérifiabilité et en les liant à la section « Notes et références ».
La BRZ est un coupé produit par le constructeur automobile japonais Subaru, en collaboration avec Toyota qui produit sa jumelle technique GT86 dans l'usine Subaru de Gunma, au Japon.
Il est l'aboutissement de deux concept-cars : la BRZ Prologue, maquette présentée au salon de l'automobile de Francfort en septembre 2011, et le BRZ STi Concept, concept-car très proche de la série, présenté au salon de l'automobile de Los Angeles en novembre 2011.

## Présentation
Les premières photos officielles de la BRZ ont été publiées en décembre 2011 dans le magazine américain Road & Track (en). La BRZ est dévoilée pour la première fois au public en janvier 2012.
En juillet 2020 Subaru arrête la production de la BRZ.

## Caractéristiques techniques
La BRZ rompt avec la tradition de la transmission quatre roues motrices de Subaru et innove une propulsion. Son architecture moteur reste cependant typiquement Subaru avec son 2.0 atmosphérique 4-cylindres à plat développant 200 ch. Le centre de gravité placé bas permet une très bonne répartition des masses pour ce coupé : 53 % à l'avant et 47 % à l'arrière.
Commercialisée dès le 3 février 2012 au Japon, la BRZ est quatre fois plus vendue que prévu après deux mois de commercialisation (3 551 ventes, Subaru en prévoyait 450).
La BRZ entre sur le marché américain en avril 2012. Sa sortie en France est prévue aux alentours en septembre 2012.
Les prix en France n'ont pas été officiellement révélés par Subaru France. La GT86 est d'ores et déjà commercialisée pour le prix de 29 990 €.
Deux versions allégées de 40 kg nommées RA et RC sont proposées par Subaru en février 2012 au Japon. Leur importation est également prévue au Royaume-Uni mais pas dans le reste du monde, ni avec volant à gauche.
La version américaine diffère légèrement de la version japonaise au niveau de la calandre avant.

## Série Spéciale
- Finale Edition[2]